# Jacques Bordiot
Jacques Bordiot, seudónimo de Jean Costes, (16 de agosto de  1900-3 de abril de  1984), fue oficial en la marina y periodista francés. Escribió varios libros antimasónicos y de teorías de conspiraciones.